# Héctor Aranda
Héctor Javier Aranda Medina (Puerto Cortés, 27 de marzo de 1997) es un futbolista hondureño. Juega de mediocentro y su equipo actual es el Real Estelí F. C. de la Primera División de Nicaragua.

## Estadísticas

### Clubes
| Club                          | Div.          | Temporada     | Liga  | Liga  | Copas nacionales | Copas nacionales | Copas internacionales | Copas internacionales | Total | Total | Media goleadora |
| Club                          | Div.          | Temporada     | Part. | Goles | Part.            | Goles            | Part.                 | Goles                 | Part. | Goles | Media goleadora |
| ----------------------------- | ------------- | ------------- | ----- | ----- | ---------------- | ---------------- | --------------------- | --------------------- | ----- | ----- | --------------- |
| Platense F. C. Honduras       | 1.ª           | 2020-21       | 11    | 0     | —                | —                | —                     | —                     | 11    | 0     | 0               |
| Platense F. C. Honduras       | 1.ª           | 2021-22       | 26    | 2     | —                | —                | —                     | —                     | 26    | 2     | 0.08            |
| Platense F. C. Honduras       | Total club    | Total club    | 37    | 2     | 0                | 0                | 0                     | 0                     | 37    | 2     | 0.05            |
| C. D. Victoria Honduras       | 1.ª           | 2022-23       | 15    | 0     | —                | —                | —                     | —                     | 15    | 0     | 0               |
| C. D. Victoria Honduras       | 1.ª           | 2023-24       | 12    | 1     | —                | —                | —                     | —                     | 12    | 1     | 0.08            |
| C. D. Victoria Honduras       | 1.ª           | 2024-25       | 36    | 5     | —                | —                | —                     | —                     | 36    | 5     | 0.14            |
| C. D. Victoria Honduras       | Total club    | Total club    | 63    | 6     | 0                | 0                | 0                     | 0                     | 63    | 6     | 0.1             |
| Real Estelí F. C. · Nicaragua | 1.ª           | 2025-26       | 0     | 0     | —                | —                | 0                     | 0                     | 0     | 0     | 0               |
| Real Estelí F. C. · Nicaragua | Total club    | Total club    | 0     | 0     | 0                | 0                | 0                     | 0                     | 0     | 0     | 0               |
| Total carrera                 | Total carrera | Total carrera | 100   | 8     | 0                | 0                | 3                     | 0                     | 100   | 8     | 0.08            |